# Groupe d’intervention de la Police nationale
Die Groupes d’intervention de la Police nationale (GIPN; französisch für ‚Eingreiftruppen der Nationalpolizei‘) waren Spezialeinheiten der französischen Police nationale, die 1972 als Reaktion auf die Geiselnahme von München gegründet wurden.
Die GIPN wurden 2015 in die Spezialeinheit RAID der Police nationale überführt, allerdings betraf dies zunächst nur die Standorte innerhalb Frankreichs. In den Übersee-Départements Neukaledonien, Réunion und Guadeloupe bestanden die GIPN-Einheiten vorerst noch als „GIPN outre-mer“ (‚GIPN-Übersee‘) weiter, bis sie im März 2019 ebenfalls in die RAID eingegliedert wurden.

## Einsatz und Auswahlverfahren
Das Einsatzspektrum entsprach dem anderer polizeilicher Spezialeinheiten wie z. B. Terroranschläge, Meutereien in Gefängnissen, Geiselnahmen, Festnahme von als extrem gefährlich eingestuften Personen sowie gegen Akte extremer Gewalt.
Grundvoraussetzung für die Aufnahme war eine Mindestdienstzeit von 5 Jahren im Polizeidienst, das Höchstalter für den Dienst in der GIPN betrug 35 Jahre bzw. 38 Jahre für Offiziere. Das einwöchige Auswahlverfahren für Bewerber fand einmal pro Jahr bei der Direction régionale du recrutement et de la formation statt, in dem die Bewerber ausreichende körperliche, psychische und fachliche Fähigkeiten nachweisen mussten.

## Ausstattung
Die GIPN verwendete unter anderem folgende Waffen:
- Pistolen: Glock 17 und Glock 26
- Maschinenpistolen: MP5 von Heckler & Koch
- Sturmgewehre: HK G36 (in der Variante G36C) sowie das SIG 550 in den Ausführungen SIG 551 und SIG 552
- Schrotflinten: Remington 870, Mossberg 590 sowie Vepr-12
- Scharfschützengewehre: Steyr SSG 69, PGM Ultima Ratio, Sako TRG
- Elektroschockpistolen des Typs X26 TASER